# NGC 37
NGC 37 es una galaxia lenticular localizada en la constelación de Fénix. Tiene aproximadamente 42 kiloparsecs (137,000 años luz) de diámetro y alrededor de 12.9 mil millones de años.